# Renaissance (film 1963)
Renaissance (noto anche col titolo Renesans) è un cortometraggio animato a passo uno del 1963, diretto da Walerian Borowczyk.  I titoli iniziali includono una dedica al cineasta sperimentale Hy Hirsh, morto nel 1961 per un attacco cardiaco.

## Trama
Un'esplosione rivela un angolo dimenticato di una stanza, che contiene i resti di vari oggetti. Questi cominciano a ricostruirsi, ridiventando dei libri, una bambola, un gufo impagliato e una tromba. I libri si rimettono in ordine sugli scaffali. Alla fine, una bomba si riassembla ed esplode, riducendo un'altra volta gli oggetti in frantumi.

## Analisi critica
Il critico cinematografico Raymond Durgnat ha descritto Renaissance come "un ricordo delle cose passate, una meditazione sulla stabilità del contadino e del borghese, su ciò che vi affermava la vita e su che ve la negava [...] Nel film è implicita la questione se un qualche ordine umano possa evitare la distruzione."

## Riconoscimenti
- 1963 – Festival international du cinéma expérimental de Knokke-le-Zoute[senza fonte]
  - Premio Solvay
  - Premio della Fédération internationale de la presse cinématographique

Fu inoltre proiettato fuori concorso al Festival internazionale del film d'animazione di Annecy nel 1965.